# شوذب مولى شاكر
شَوذَب مولى شاكر، من أنصار الحسين بن علي و شهداء كربلاء. جاء من الكوفة إلى مكة، وسلّم رسالةمسلم بن عقيل إلى الحسين بن علي، والتحق بالركب الحسيني في مكة حتى نزلوا كربلاء. استشهد بعد حنظلة بن أسعد الشبامي، وورد اسمه في زيارة الناحية.

## التعريف
كان شوذب مولى شاكر، وهناك خلاف حول علاقته بـبني شاكر، فعدّه محمد مهدي شمس الدين من أنصار الحسين بن علي مولى شاكر بن عبد الله الهمداني الشاكري، بينما اعتبره الملا حسين واعظ الكاشفي مولى عابس بن أبي شبيب الشاكري، لكن بعض الباحثين المتأخيرين يعتقدون أنه كان متحالفاً مع عابس وطائفته بني شاكر.

## يوم عاشوراء
جاء شوذب مع عابس بن أبي شبيب الشاكري من الكوفة إلى مكة، وسلّم رسالة مسلم بن عقيل إلى الحسين بن علي، ومن ثم التحق بالركب الحسيني حتى نزلوا كربلاء.
وفي يوم عاشوراء عندما اشتد القتال التفت عابس إلى شوذب، فقال: ماذا تريد أن تفعل.
قال شوذب: أقاتل معك دون ابن بنت رسول الله (ص) حتى أقتل.
قال عابس: فقال : ذلك الظن بك ، أما الآن فتقدم بين يدي أبي عبد الله حتى يحتسبك ... وحتى أحتسبك أنا ، فإنه لو كان معي الساعة أحد أنا أولى به مني بك لسرني أن يتقدم بين يدي حتى أحتسبه ، فإن هذا يوم ينبغي لنا أن نطلب الأجر فيه بكل ما نقدر عليه ، فإنه لا عمل بعد اليوم ، وإنما هو الحساب.
اسشهد شوذب في يوم عاشوراء بعد صلاة الظهر، و بعد حنظلة بن أسعد الشبامي.

## في زيارة الناحية والرجبية
ذكرته الزيارة الرجبية باسم سُوَيد: السَّلَامُ عَلَى سُوَيدٍ مَوْلَى شَاكِر، ولكن في زيارة الناحية صرحت باسمه: السَّلَامُ عَلَى شَوْذَبٍ مَوْلَى شَاكرٍ.